# نيكولا جالابير
نيكولا جالابير (بالفرنسية: Nicolas Jalabert)‏ مواليد 13 أبريل 1973 في فرنسا، هو دراج فرنسي سابق في صنف سباق الدراجات على الطريق. سبق أن شارك في دورة الألعاب الأولمبية الصيفية.

## سجل النتائج

### سباقات أو مراحل فاز بها
- طواف فرنسا
- طواف إسبانيا

## الميداليات
| الميدالية | المسابقة                       |
| --------- | ------------------------------ |
| فضية      | الألعاب الأولمبية الصيفية 2000 |

## روابط خارجية
- نيكولا جالابير على موقع الاتحاد الدولي للدراجات (الإنجليزية)
- نيكولا جالابير على موقع أرشيف الدراجات (الإنجليزية)
- نيكولا جالابير على موقع إحصائيات الدراجات الإحترافية (الإنجليزية)
- نيكولا جالابير على موقع نسبة الدراجات (الإنجليزية)